# Liste der Einträge im National Register of Historic Places im Carter County (Tennessee)
Diese Liste der Einträge im National Register of Historic Places im Carter County (Tennessee) enthält alle im Carter County, Tennessee in das National Register of Historic Places eingetragenen Gebäude, Bauwerke, Objekte, Stätten oder historischen Distrikte.
Diese Liste entspricht dem Bearbeitungsstand des National Park Service/National Register of Historic Places vom 4. Oktober 2024.

## Legende
| NRHP | Historic Place             |
| NHL  | National Historic Landmark |
| HD   | National Historic District |

## Aktuelle Einträge
| [ 2 ] | Name                           | Bild                     | Eintragsdatum                  | Lage                                                                           | Ort           | Beschreibung |
| ----- | ------------------------------ | ------------------------ | ------------------------------ | ------------------------------------------------------------------------------ | ------------- | ------------ |
| 1     | Rueben Brooks Farmstead        | Rueben Brooks Farmstead  | 5. Apr. 2001 ID-Nr. 01000344   | 1548 Blue Springs Rd. 36° 23′ 46″ N, 82° 6′ 25″ W                              | Elizabethton  |              |
| 2     | John and Landon Carter House   | weitere Bilder           | 14. Apr. 1972 ID-Nr. 72001230  | 1013 Broad St. 36° 21′ 14″ N, 82° 12′ 16,6″ W                                  | Elizabethton  |              |
| 3     | Elizabethton Historic District | weitere Bilder           | 14. März 1973 ID-Nr. 73001754  | zwischen der 2nd, 4th, East und Sycamore Sts. 36° 20′ 52″ N, 82° 12′ 41″ W     | Elizabethton  |              |
| 4     | Henson Hunt House              | Henson Hunt House        | 26. Dez. 1979 ID-Nr. 79002414  | Brookdale Rd. 36° 17′ 56″ N, 82° 19′ 25″ W                                     | Johnson City  |              |
| 5     | Miller Farmstead               | Miller Farmstead         | 25. Juli 2014 ID-Nr. 14000449  | Roan Mountain State Park 36° 10′ 41,3″ N, 82° 6′ 38,4″ W                       | Roan Mountain |              |
| 6     | Renfro-Allen Farm              |                          | 28. März 1996 ID-Nr. 96000333  | Judge Ben Allen Rd., nordöstlich von Elizabethton 36° 22′ 37″ N, 82° 10′ 48″ W | Elizabethton  |              |
| 7     | Sabine Hill                    | weitere Bilder           | 11. Apr. 1973 ID-Nr. 73001755  | in der Nähe der Tennessee State Route 67 36° 19′ 33″ N, 82° 16′ 11″ W          | Elizabethton  |              |
| 8     | Shelving Rock Encampment       | Shelving Rock Encampment | 10. Juli 2009 ID-Nr. 09000533  | Tennessee State Route 143 und Smith Branch Rd. 36° 10′ 59,8″ N, 82° 4′ 32,3″ W | Roan Mountain |              |
| 9     | Simerly-Butler House           | Simerly-Butler House     | 7. Nov. 1996 ID-Nr. 96001315   | 206 Main Street 36° 17′ 0″ N, 82° 10′ 24″ W                                    | Hampton       |              |
| 10    | Sycamore Shoals                | weitere Bilder           | 15. Okt. 1966 ID-Nr. 66000721  | westlich von Elizabethton am Watauga River 36° 20′ 33″ N, 82° 15′ 21″ W        | Elizabethton  |              |
| 11    | U.S. Post Office               | U.S. Post Office         | 9. Aug. 1983 ID-Nr. 83003024   | 201-203 N. Sycamore St. 36° 20′ 56″ N, 82° 12′ 54″ W                           | Elizabethton  |              |
| 12    | Watauga Hydroelectric Project  | weitere Bilder           | 11. Aug. 2017 ID-Nr. 100001463 | 774 Wilbur Dam Rd. 36° 19′ 24″ N, 82° 7′ 19″ W                                 | Elizabethton  |              |
| 13    | John T. Wilder House           | John T. Wilder House     | 13. März 1986 ID-Nr. 86000400  | 202 Main St. 36° 11′ 45″ N, 82° 4′ 15,9″ W                                     | Roan Mountain |              |

## Ehemalige Einträge
| [ 2 ] | Name                 | Bild | Eintragsdatum                 | Lage                                      | Ort     | Beschreibung                                              |
| ----- | -------------------- | ---- | ----------------------------- | ----------------------------------------- | ------- | --------------------------------------------------------- |
| 1     | Carriger-Cowan House |      | 6. Juni 1979 ID-Nr. 79002415  | östlich von Siam                          | Siam    |                                                           |
| 2     | Henry Range House    |      | 25. März 1982 ID-Nr. 82003956 | südlich von Watauga an der Smallings Road | Watauga | Transloziert zum Isaac Hammer House im Washington County. |